# Bahnhof Rohrbach
Der Bahnhof Rohrbach ist der südlichste Betriebsbahnhof der Schnellfahrstrecke Hannover–Würzburg. Er liegt östlich des Ortsteils Rohrbach der unterfränkischen Kreisstadt Karlstadt und trägt daher dessen Namen.
Die etwa 25 Kilometer nördlich von Würzburg liegende Anlage zählt, neben dem Betriebsbahnhof Burgsinn, zu den komplexesten Betriebsbahnhöfen der Schnellfahrstrecke. Im Bahnhof endet, mit Streckenkilometer 10,7, die Nantenbacher Kurve.
Die Grenzen des Bahnhofs (Einfahrsignale) liegen bei den Streckenkilometern 300,940 und 304,013 (Schnellfahrstrecke) bzw. 10,085 (Nantenbacher Kurve). Die Bahnanlage umfasst 6 Ein- und 8 Ausfahrsignale und 21 Weichen.

## Bahnanlage

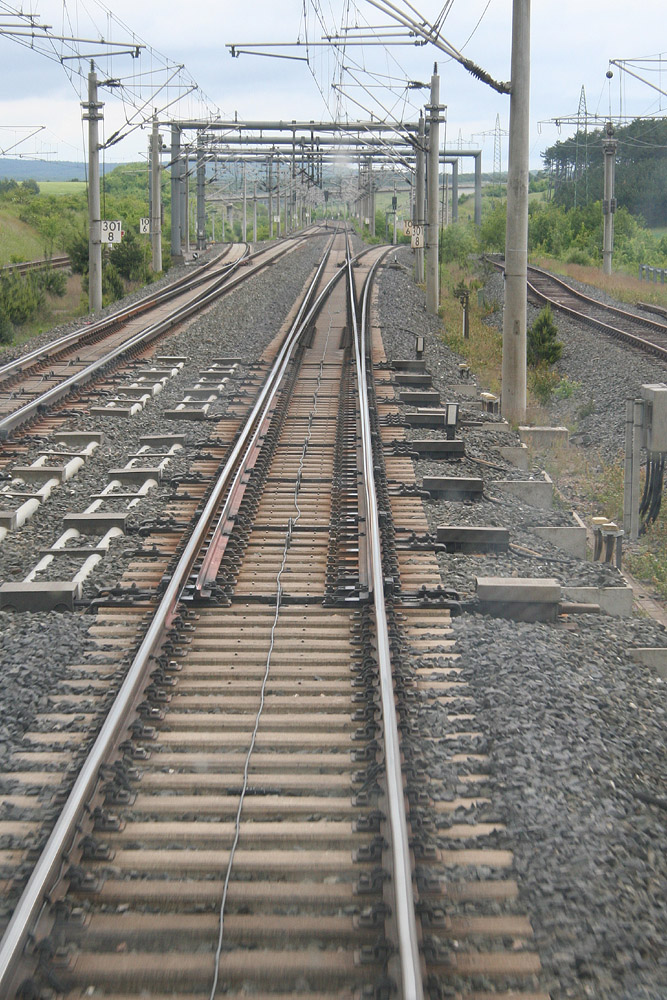
Die beiden mit 200 km/h abzweigend befahrbaren Schnellfahrweichen im Nordkopf des Bahnhofs. Im Hintergrund ist der Gleiswechsel zwischen den Streckengleisen zu erkennen.

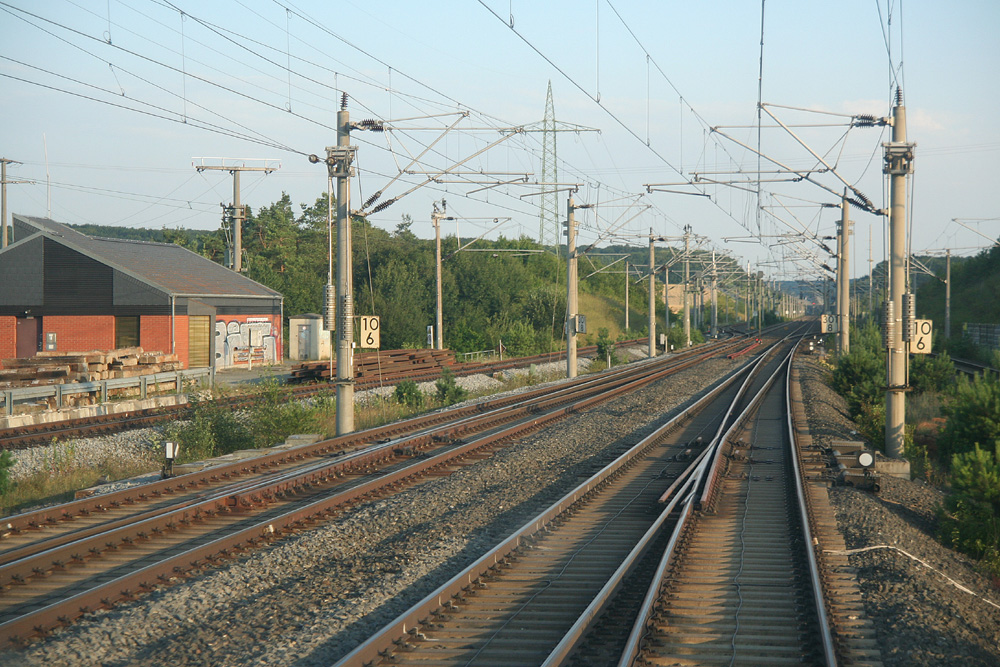
Einfädelung eines Zuges Richtung Süden. Links ist das Stellwerksgebäude des Bahnhofs zu erkennen.

Die rund drei Kilometer lange Bahnhofsanlage liegt weitgehend in einer Geraden.
Im Nordkopf des Bahnhofs (Streckenkilometer 301) sind die beiden Streckengleise mit einem doppelten Gleiswechsel (vier Weichen) verbunden. Auf die Einfädelung der Nantenbacher Kurve, die höhenfrei in den Bahnhof bei Streckenkilometer 302 einführt, schließt sich beidseitig je ein Überholgleis an. Während beide Überholgleise an die durchgehenden Hauptgleise angebunden sind, ist das westliche Überholgleis auch direkt aus dem westlichen Gleis der Nantenbacher Kurve erreichbar. Nach der südlichen Einfädelung der Überholgleise in die Streckengleise folgt eine weitere doppelte Verbindung zwischen den Hauptgleisen.
Die durchgehenden Hauptgleise der Schnellfahrstrecke können mit 280 km/h befahren werden. Die Nantenbacher Kurve wird im Bahnhof über Schnellfahrweichen in die Neubaustrecke in südlicher Richtung eingefädelt, die mit 200 km/h befahren werden können. Dieses Weichenpaar zählt bis heute (Stand: 2011) zu den schnellstbefahrenen Weichen in Deutschland. Der Bahnhof wird durch ein Stellwerk der Bauform Sp Dr L60 gesteuert. Im Regelfall wird dieses vom Zentralstellwerk Würzburg Hbf ferngesteuert.

## Geschichte

### Planung
Bereits nach dem Planungsstand von 1977 war die als Überholbahnhof Rohrbach bezeichnete Anlage beidseitig mit je einem 750 Meter langen Überholgleis geplant. Die Anlage sollte dabei in einer Geraden liegen, woran sich Bögen von 5500 bzw. 5300 Meter Kurvenradius anschließen sollten. Die Gradiente sollte im Nordabschnitt eben ausgeführt werden, im Südabschnitt war ein Gefälle von 1,5 Promille vorgesehen.

### Bau
Die Bauarbeiten begannen 1983.
Im Bereich von Rohrbach entstand ein Regenrückhaltebecken, das ökologisch aufgewertet wurde. Dazu sollte ganzjährig eine flächige Restwassermenge sichergestellt werden. Laut DB-Angaben hatten sich ein Jahr nach Fertigstellung bereits zahlreiche Tierarten angesiedelt.

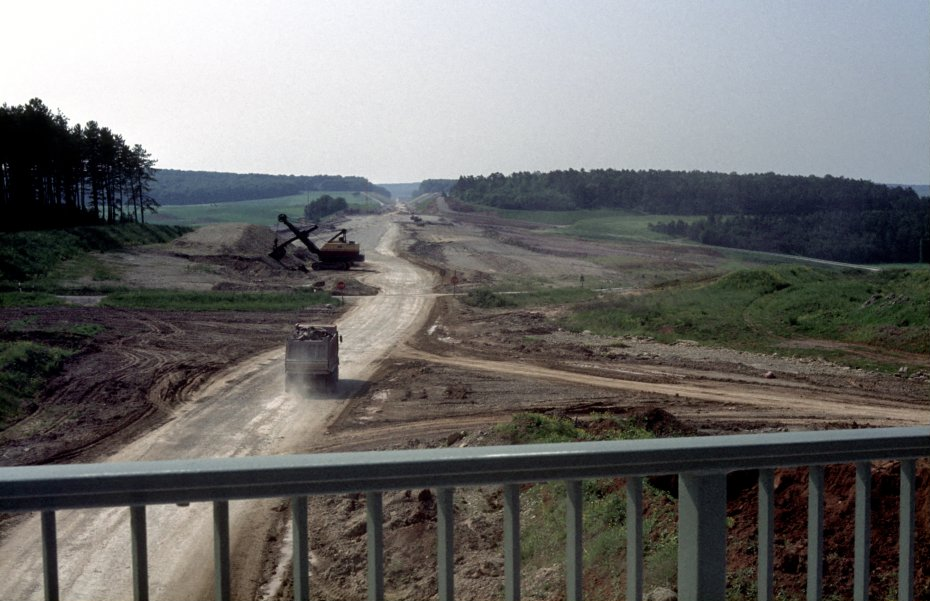
Erdbauarbeiten (Juni 1985)
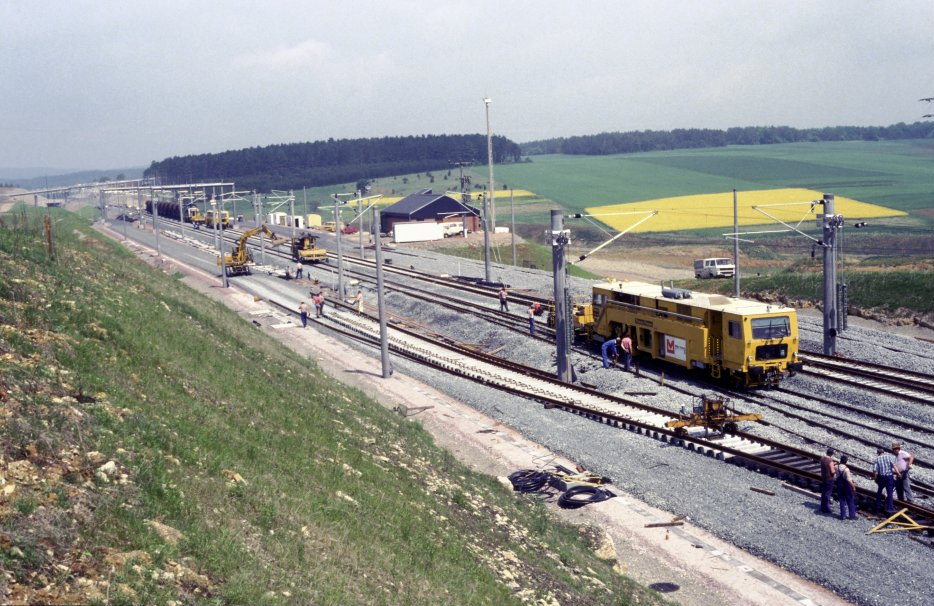
Gleisbauarbeiten (Mai 1986)

### Inbetriebnahme und Betrieb

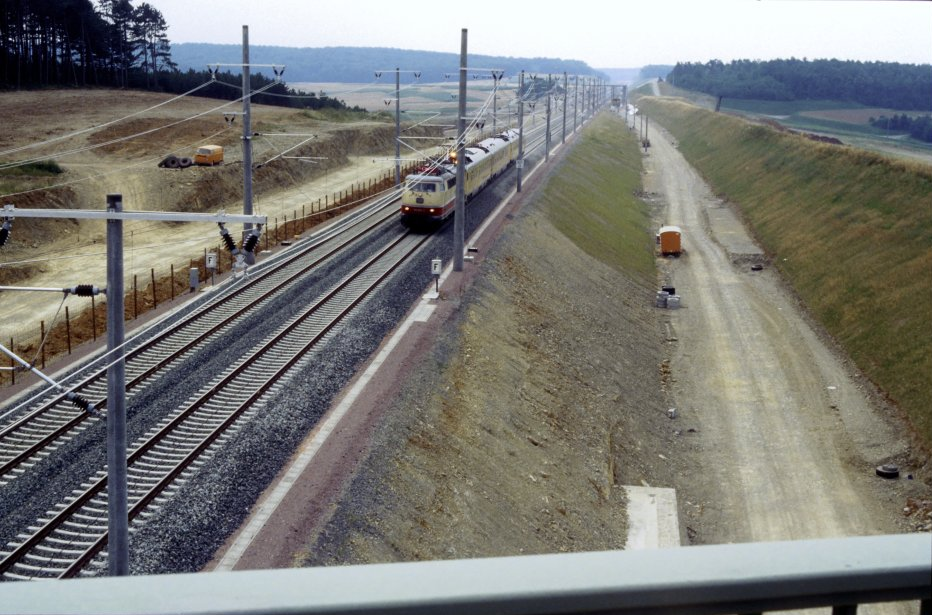
Eine Lokomotive der Baureihe 103 auf einer Testfahrt (Ende Juni 1986)

Der Vorlaufbetrieb mit Versuchszügen wurde Mitte 1986 aufgenommen.
Von planmäßigen Reise- und Güterzügen wird der Bahnhof seit Ende Mai 1988 befahren.
Im Juni 1994 wurde die Nantenbacher Kurve in Betrieb genommen.
Die Überholgleise des Bahnhofs werden nachts zwischen 23 und 5 Uhr planmäßig vereinzelt genutzt.
Am 16. Dezember 2022 fuhr ein ICE-3-Triebzug im Rahmen einer Versuchs- bzw. Demonstrationsfahrt mit 300 km/h.